# Yasushi Matsumoto
Yasushi Matsumoto (jap. 松本 安司, Matsumoto Yasushi; * 17. Juni 1969 in der Präfektur Mie) ist ein ehemaliger japanischer Fußballspieler.

## Karriere
Matsumoto erlernte das Fußballspielen in der Schulmannschaft der Yokkaichi Chuo Technical High School. Seinen ersten Vertrag unterschrieb er 1988 bei Mitsubishi Motors. Der Verein spielte in der höchsten Liga des Landes, der Japan Soccer League Division 1. Am Ende der Saison 1988/89 stieg der Verein in die Division 2 ab. 1989/90 wurde er mit dem Verein Meister der Division 2 und stieg in die Division 1 auf. Mit Gründung der Profiliga J.League 1992 und der damit verbundenen Neuorganisation des japanischen Fußballs wurde Mitsubishi Motors zu den Urawa Red Diamonds. Ende 1993 beendete er seine Karriere als Fußballspieler.